# محافظة الأفلاج
الأفلاج هي إحدى محافظات منطقة الرياض في المملكة العربية السعودية. وقاعدتها مدينة ليلى. تقع الأفلاج على بعد  300 كم عن العاصمة السعودية الرياض، وتتألف من مجموعة من القرى الزراعية الواقعة على جبل طويق (جبل العارض سابقاً) ابتداءً من سفحه الشرقي وحتى حافته الغربية.

## أصل التسمية
يعود سبب تسمية الأفلاج إلى كلمة فلج وهي واحد الأفلاج والفلج هو الماء الجاري من العين تلقائيا وقد اشتهرت الأفلاج بوفرة مياهها حيث كانت هذه المياه تسيح فوق سطح الأرض.
وقد وصفها أبو الفرج الأصفهاني (284 - 356 هـ) بقوله:

## التاريخ
كانت تسمى المنطقة قديماً بفلج وأحياناً بفلج الأفلاج، وكانت من أهم حواضر وسط الجزيرة وتحوي سوقاً تجارياً مهماً. وكان أغلب سكان المنطقة من بني كعب من بني عامر و العوامر الذين هم حالياً في الامارات وهم قبائل عامر بن صعصعة ، ومن قبلهم بني عقيل.
وكانت المنطقة مزدهرة حتى القرن الرابع الهجري. ويعتقد أن ليلى العامرية وقيس بن الملوح كانا من أهل هذه المنطقة، خصوصاً بسبب وجود جبل التوباد فيها، وهو الجبل الذي كثيراً ما يذكره ابن الملوّح في شعره، كما يعتقد أن بلدة ليلى، أكبر بلدان الإقليم حالياً، قد سمّيت بهذا الاسم نسبة إلى ليلى العامرية. وقد انقلبت حال المنطقة بعد ذلك وطغى عليها الفقر والاقتتال الداخلي وانعدام الأمن، وقد زارها الرحالة الفارسي ناصر خسرو في القرن الخامس الهجري ووصفها وصفاً دقيقاً حيث قضى فيها بضعة أشهر، ووصف ما آلت إليه حالها من بؤس.
مدينة الأفلاج قديمة قدم الزمان وكانت تسمى (بالفلج) لكثرة العيون والمياه فيها، إذ تضم سبع عشرة عيناً بعضها من أكبر العيون في جزيرة العرب. وقد كانت سيولها متدفقة وأنهارها جارية، ولا يزال جزء من المنطقة يسمى السيح ويقع عن العيون شمالاً وهو مليء بالنخيل والزروع.
يقول امرؤ القيس الكندي:
وقال لبيد بن ربيعة:
جبل التوباد بالغيل، وهو جبل خلد ذاكرة قيس المجنون وجعله رمزاً لقصته مع ليلى، وكثيراً ما يردده الشعراء:
جبال التوباد - ويجعلونه عنواناً للحب العذري العفيف وقد قال فيه قيس بن الملوح (مجنون ليلى):
ويقول فيه أيضاً أمير الشعراء أحمد شوقي على لسان قيس:
وجبل التوباد يتوسط قرية الغيل ويقع شمال الوادي، وفي الجبل غار يقال أن المجنون كان يرتاده فسمي بغار (قيس وليلى) وبالقرب من الجبل شعب فيه بقايا اطلال وآثار ومقبرة قديمة وحوله الآن كثير من النخيل والزرع وقد ذكر قيس قرية الغيل في عدد من قصائده فمنها قال: يخاطب ليلى يكنيها بأم مالك:
وقال أيضاً:
وتبعد قرية الغيل عن مدينة ليلى التي هي قاعدة الأفلاج حالياً بنحو 25 كيلو متراً باتجاه الشمال الغربي والذي يظهر لنا أنه ما أطلق عليها هذا الاسم إلا تخليداً لليلى العامرية وهي (ليلى) وتبعد عن الرياض جنوباً 300 كيلو متر تقريباً, كما سمي النادي الرياضي والثقافي بالأفلاج باسم نادي التوباد لما اشتهر به جبل التوباد من حب عفيف وعذري.
وينتمي الشاعر قيس بن الملوح إلى العصر الأموي وقد عاش في زمن مروان بن الحكم الذي توفي في حدود عام 65هـ.

## أمراء الأفلاج
- في عام 1113هـ عين ابن رشيد فريح بن عبد الله أميراً على الأفلاج، وهو من أهل حائل، حيث ظل في الإمارة إلى عام 1318هـ.[9]
- في عام 1253هـ عين الإمام فيصل بن تركي محمد بن عبد الله بن جلاجل أميراً على الأفلاج.[10]
- في عام 1262هـ عين الإمام فيصل حسن بن مشاري بن عياف أميراً على الأفلاج.
- ثم أتى بعده محمد بن عثيمين من أهالي حوطة بني تميم.
- ثم أتى عبد الله بن عبد الهادي من أهالي الرياض.
- في عام 1303هـ عين ابن رشيد أول أمير له على الأفلاج يُدعى إبراهيم بن جبر الفضل.
- الملك عبدالعزيز يعين هذلول بن ناصر آل سعود أول أمير للأفلاج في عصره.[11]
- أحمد السديري حتى عام 1332هـ.
- سعد بن عفيصان من قبيلة عائذ القحطانية  حتى عام 1337هـ.[12]
- ابن دغيثر من آل يزيد من بنو حنيفة حتى عام 1340 هـ.
- عبدالله بن ناصر المبارك حتى عام 1354هـ.
- علي بن عبدالله المبارك، استلم الإمارة لسنة واحدة فقط.
- عبدالله بن محمد بن معمر من سدوس حتى عام 1358هـ.[13]
- فهد بن زعير من الدرعية حتى عام 1377هـ.
- ناصر الثنيان من قبيلة عنزة.
- سعود التمامي من قبيلة تميم.
- عبدالله إبراهيم المعمر حتى عام 1396هـ.
- حسين بن جريس من آل بريك الدوسري.
- عبدالله المسعود حتى عام 1412هـ.
- حمود النويم العتيبي حتى عام 1420هـ.
- عبدالله العسكر حتى عام 1418هـ.
- سعد السحيم.
- زيد بن محمد آل حسين.
- تركي بن سعود الهزاني.
- أحمد العلم.

## التقسيمات الإدارية

### القرى
قصر ال قاسم
- البديع الشمالي
- البديع الجنوبي
- الهدار
- الأحمر
- واسط
- الغيل
- ستارة
- حراضة
- السيح
- الفويضلية
- العمار
- الخرفة
- الروضة
- الصغو
- النباية
- سويدان
- الرزيقية
- مروان
- العجلية
- العمار
- الجويفا
- أوسيلّة

### الهجر
كما يتبعها العديد من الهجر وعددها خمس عشرة هجرة:
1- هجرة النايفية والمودنية : تقع شمال غرب ليلى قرب فرشة المودنية.
2- هجرة الفريشة : تقع غرب شمال ليلى وغرب هجرة الخالدية بنحو خمسة أكيال .
3- هجرة الخالدية: حي من احياء ليلى الآن .
4- هجرة الفيصلية: حي من احياء ليلى الآن.
5- هجرة الوسيطاء: تقع غرب ليلى بعشرة أكيال.
6- هجرة الجبيلة : تقع غرب ليلى.
7- هجرة الزهرة: تقع غرب الروضة.
8- هجرة الطوال : تقع غرب الأحمر بنحو (80) كيلاً.
9- هجرة آل مكمي : تقع غرب مروان قرب جبل طويق.
10- هجرة العجلية : تقع جنوب ليلى بنحو (110) أكيال.
11- هجرة الشحاطية : تقع شرق ليلى في منتهى البياض على بعد (140) كيلاً تقريباً.
12- هجرة الهمجة : تقع في نفود الدحي في وادي الركا تبعد عن الهدار بنحو (100) كيل شمال غرب الهدار.
13- هجرة المعيزلية : تقع شمال نفود الدحي وجنوب وادي الركا تبعد عن الهدار بنحو (110) أكيال.
14- هجرة الرقاشية : على طريق الغيل.
15- هجرة آل لمعان: قرب الغيل.

## الجغرافيا
تقع الأفلاج في منطقة الرياض الواقعة في نجد قلب الجزيرة العربية، على مساحة 54120كم2. ويمر بالأفلاج الطريق المعبد الذي يصل مدينة الرياض عاصمة المملكة العربية السعودية بمنطقة عسير جنوباً وقاعدة الأفلاج ((مدينة ليلى)) تبعد عن مدينة الرياض بنحو 300 كم. وتحدها من الشمال حوطة بني تميم والحريق من الشمال الغربي والخرج من الشمال الشرقي ومحافظة القويعية من الغرب ومنطقة السليل من الجنوب والمنطقة الشرقية من الشرق. وهي تقع بين دائرتي 45,20 درجه و 23,15 درجة شمال خط الاستواء وبين خط طول 45,15 درجة و48,12 درجة شرق خط «غرنيتش».

### الأودية والشعاب
1- وادي برك :
وهو الحد الشمالي للأفلاج .
2- وادي طلحا:
ويسمى في التأريخ القديم ( وادي أطلحاء ) ذكره الحموي، وقد يسمى وادي طلوح ، مع ان الاسم الثاني انحصر الآن في أحد روافده.
3- وادي بعيجا
4- وادي الخبي
4- وادي شطاب :
أعلاه واديان، وادي الدريعي من الجنوب وبه قلتات ونخيل إلى اليوم. ووادي غلغل من الشمال ، وشعب صغير يسمى النعظ الجنوبي شمال غلغل. وتنحدر كلها من الغرب إلى الشرق فإذا وصلت الثلاثة ماء الورهية المعروفة في التأريخ القديم باسم ( الوره ) ، اجتمعت وسميت بوادي شطاب.
5- وادي الغينة:
وهو وادي أصغر من وادي شطاب، ينحدر كم الجبل ثم يصب في فرشة الغينة ، وبعد ان يتجاوز الأسفلت يرتطم الوادي بجبل اسمه مهباد الذي يرد الماء إلى الجنوب ، ثم يتجه إلى البياض.
7- وادي المرا.
8- وادي العرس.
9- وادي حراضة
10- وادي الغيل :
يلتقي وادي حراضة ووادي الغيل وشعب آخر يسمى مليزق ببعضها في منطقة الرقاشية ، فإذا اجتمعت الثلاثة استقبلت وادي العرس ووادي المرا مجتمعين قادمين من الشمال ، وخرجت كل الأودية الخمسة من الجسر المعروف عند مزرعة ( فراج ) ، وينزلن بعد ذلك إلى الفرشة ثم منطقة النهدين والبياض، علماً بأن وادي الغيل قد أقيم به سد لحجز المياه والانتفاع بها.
11- وادي نويل (سحاب):
يمر بالجهة الشمالية لليلى متجهاً إلى الفرشة.
12- وادي كمع البارود
13- وادي الأحمر:
رأسه في جبل طويق من الهدار ويسمى وادي كرز، ويأتي متجهاً إلى الشمال حتى إذا تجاوز بلدة الأحمر التقى بشعب الضمان الذي يأتي من الشمال إلى الجنوب حيث يرفده شعب انباع، ثم ينحدرن جميعاً إلى الشرق.
فإذا خرج من الجبال مر بكمع الأحمر واستمر في الاتجاه الشرقي إلى أن يمر شمال مزارع الخرفة ويصب جزء منه في المنبعجة ليسقي نخيل الخرفة والروضة والصغو ، ويتجه معظمه إلى السيح ومنه منطقة الجدول.
ويسمى وادي الأحمر في التأريخ القديم بوادي أكمة.
14- وادي الفويعية
15- وادي المظل
16- وادي الثوير
17- وادي سدير
18- وادي حرم
19- وادي الهدار
20- وادي الحنو
وتكثر الأودية في الأفلاج ، وذلك راجع لطبيعة سطحها وضمها السهل إلى الجبل ، وعلى جوانب الأودية في المنطقة الجبلية تقع بعض القرى منها : حراضة، وستارة، وواسط ، والأحمر ، والهدار ، وكثير من الهجر والمستقرات . وأودية الأفلاج تأتي كلها من الجبال باتجاه السهول ، أي أنها تقدم من الغرب إلى الشرق إلا ماندر.
وبهذه الوديان مياه وآبار كثيرة وأغيال وقلتات يردها الناس والبادية ، منها ما اندثر ومنها الباقي إلى اليوم ، وتكثر المياه بعد سقوط الأمطار، وقد تحتفظ بعض القلتات بالماء لمدة سنة أو أكثر.

### المناخ
يسود مناخ الأفلاج في الصيف ترتفع درجات الحرارة وفي الشتاء تشتد البرودة أما الأمطار فقليلة وسقوطها في فصل الشتاء والربيع

### السكان
- بلغ عدد سكان الأفلاج (54,544) نسمة حسب تعداد السعودية 2022، عدد السعوديين (43,127) نسمة، وعدد غير السعوديين (11,417) نسمة.[17]
- بلغ عدد سكان محافظة أكثر من 68.201 ألف نسمة حسب إحصاء عام 2010.

## الاقتصاد
اكتشفت شركة أرامكو العديد من حقول النفط والغاز في محافظة الأفلاج في أماكن متعددة في شمالها ووسطها وشرقها وبكميات تجارية، كما تواجدت الكفاءات العلمية والكوادر البشرية في محافظة الأفلاج وعرفت برسوخ العلم والتعليم في أهلها منذ القدم، فقد أخرجت الكثير من القضاة والعلماء والأكاديميين ورجال الأعمال والنابهين الذين أسهموا ليس في تقدم المحافظة وازدهارها وحدها، بل وفي تقدم المملكة وازدهارها ككل. ولمحافظة الأفلاج موقع جغرافي مميز كان أحد أسباب قوتها وتميزها في الحياة الاقتصادية والتجارية في قديم الزمان وحديثه.

### في القدم
كانت ممراً للقوافل التجارية المتجهة إلى جنوب الجزيرة العربية بل كانت «سوق الفلج» تتسوق منها العرب قبل مئات السنين كما ذكر ذلك قدماء المؤرخين كالهمداني كما أن وفرة مياهها وجداولها وأفلاجها أي أنهارها الصغيرة جعلها مميزة بزارعة النخيل وغيرها من المحاصيل الزراعية.

وقد كانت العملة المتداولة في الأفلاج هي ( ألفرانسي ) والذي يظهر انه الدولار النمساوي حيث كان منتشراً في الجزيرة العربية لما كان من علاقة اقتصادية قوية بين الدولة العثمانية وامبراطورية النمسا و ( البياز ) ومصدرها من عمان و إلى عام 1375هـ حيث انقطعت وساد استخدام الريال السعودي.

### في العصر الحديث
ازدهرت الأفلاج في الحياة الاقتصادية والتجارية كتجارة التمور والخضروات والماشية والسلع التجارية ولقد كان للطريق التجاري أثر كبير حيث يمر بها ويربط عاصمة المملكة العربية السعودية «الرياض» بمنطقة عسير وبدولة اليمن الشقيقة مما جعلها تعيش نمواً وتطوراً اقتصادياً ملحوظاً في حركة البيع والشراء والبنوك والعقارات وغيرها ولا تزال محافظة الأفلاج تشهد نمواً تجارياً مطرداً في هذا العصر.

## التعليم
يوجد في الأفلاج حوالي 180 مدرسة حكومية، وكليتان تابعتان لـ جامعة الأمير سطام بن عبد العزيز، وهما:
كلية المجتمع
وكلية العلوم والدراسات الإنسانية وتقدمان عدد من برامج الدبلوم والبكالوريوس 

## المعالم الأثرية والسياحية
منطقة الأفلاج كثيرة القرى الأثرية والقصور القديمة حتى أنه لا يكاد يخلو وادٍ أو سهل من قصر مشيد أو حصن منيع تجاور النخيل والأشجار أو قرية متكاملة كبيرة ولا زالت هذه القصور منتشرة في الأودية ومن المعالم الأثرية:
- جبل التوباد والواقع في حدود مركز الغيل ويبعد عن ليلى حوالي 35 كم، وهو جبل خلد ذاكرة قيس المجنون وجعله رمزاً لقصته مع ليلى، وكثيراً ما يردده الشعراء: جبال التوباد - ويجعلونه عنواناً للحب العذري العفيف.

- قرية صداء بالبديع الجنوبي وهي تبعد حوالي 40 كم عن ليلى.
- جبل أكمه ويقع بالقرب من قرية واسط ويبعد عنها حوالي 10 كم.
- حصن مرغم ويقع في قرية الفويضلية بالسيح.
- القصر العادي ويتصل بحصن مرغم عن طريق خندق في جوف الأرض.
- قصر جعدة وهي قلاع حربية عالية تقع في جنوب السيح.
- قصر سلمى يقع في قرية البديع الجنوبي (الأفلاج) الشمالي.
- قصر صبحاً يقع في قرية الهدار.[22]
- الأحياء الشعبية شرق المحافظة ومنها (المبرز، الجو، أم الذيابه).
- قصر جحا.
- قصر أبو الأصفر في الأحمر[بحاجة لمصدر].
- وادي كرز من أكبر وديان الأحمر.

## عيون الأفلاج
إذ كانت المنطقة تحوي حتى زمن قريب سبعة عشر عين ماء، مصدرها من المياه الجوفية التي تجري تحت إقليم اليمامة[ ؟ ] القديم منذ أقدم العصور. وقد كانت المياه تنساح من بعض هذه العيون لتشكل قنوات يمكن الاستفادة منها في الزراعة، ولذلك تسمى إحدى مناطق الأفلاج بالسيح الشمالي، والأخرى بالسيح الجنوبي. وقد كانت هذه العيون أشبه بالبحيرات من حيث الحجم إذ بلغ طول إحداها كيلومتراً كاملاً وكانت تصل في عمقها إلى ما يزيد عن الثلاثين متراً، إلا أنها جفّت جميعها تقريباً في الثمانينات من القرن العشرين بعد استهلاك المياه الجوفية في زراعة القمح.
عين الرأس. وهي أكبر عيون الأفلاج مساحة عين أم هيب وقد أحاطتها وزارة الزراعة بسور شائك وتعد آخر عين جفت من عيون الأفلاج حيث جفت بشكل نهائي عام 2000 تقريباً.
- الهدار
- عين الرويس
- عين الباطن
- عين أم برج
- عين الشقيبات أو (الشقيب)
- عين أم البقر
- عين المليحة
- أم درج
- الفضول

## الرياضة
- نادي التوباد الرياضي.

## المجلس البلدي
تأسست بلدية محافظة الأفلاج عام 1386هـ.، وتشمل خدمات بلدية محافظة الأفلاج جميع القرى والهجر الواقعة في نطاق البلدية حيث تمتد خدماتها شمالا حتى حدودها مع محافظة حوطة بني تميم وجنوبا حتى حدودها مع محافظة السليل وغرباً حتى حدود خدمات المجمع القروي بالأحمر وشرقاً حتى الشحاطية.

### رؤساء المجلس البلدي
الرؤساء السابقين:
- مرضي بن محمد آل حبشان
- عبد العزيز بن عبد الله المهيزع.
- عبد الرحمن بن عبد الله الواد.
- عبد العزيز النشمي.
- محمود بن عناد العريض.
- محمد بن فهد النصيف.
- سالم بن عبد الله اللحيدان.
- سعود بن محمد الرشود.
- إبراهيم بن سعود العبد العزيز.
- علي بن حمد النمشان.
- إبراهيم بن عبد الله الدايل.
- إبراهيم بن مسفر المحيميد.
- عبد الله بن محمد اليحيا.
- فهد بن منير المخلفي.[23] غانم بن حمد بن هذال آل عمار

### مهام المجلس
1.دراسة مشروع ميزانية البلدية.
2.إقرار الحساب الختامي قبل رفعه لجهة الاختصاص.
3.دراسة تقرير الإيرادات والمصروفات (كل ستة أشهر).
4.دراسة مشروع الهيكل التنظيمي للبلدية.
5.دراسة الأنظمة واللوائح والاشتراطات.
6.اقتراح المشاريع العمرانية لإدراجها في الميزانية.
7.يقدم المجلس اقتراحاته حيال الرسوم والغرامات.
8.دراسة تقرير المشاريع الاستثمارية الحالية. والمشاريع الاستثمارية المقترحة. والمشاريع المتعلقة بنزع الملكية.
9.دراسة التقرير الشامل عن نشاط البلدية (كل أربعة أشهر).
10.عقد لقاءات دورية مع المواطنين (كل أربعة أشهر).
11.مراقبة أداء البلدية والعمل على رفع كفاءتها وحسن أدائها.

### خطة عمل المجلس
1-الاهتمام بصحة البيئة والصحة العامة.
2-التخطيط والتطوير العمراني.
3-الاهتمام بالطرق الداخلية في المحافظة.
4-تطوير الخدمات البلدية في القرى.
5-التواصل مع المواطن وتلبية احتياجاته.
6-العناية بالمشاريع والمرافق العامة.
7-تنمية اقتصاديات المحافظة.
8-تطوير الأداء البلدي والرفع من كفاءته.